# Топлинна тръба
Топлинна тръба представлява ефективно устройство за пренос на топлинна енергия.
Принципът на работа е подобен на термосифона. В затворена тръба от топлопроводен материал
(например мед) се намира лесноизпаряваща се течност. Пренасянето на топлина се осъществява когато течността се изпарява от горещия край и се кондензира на хладния, след което е пренесена отново към горещия.